# Opel Tigra
El Opel Tigra fue un automóvil deportivo desarrollado por el fabricante alemán Opel y vendido bajo las marcas Opel, Vauxhall Motors, Holden y Chevrolet entre los años 1994 y 2000, y luego desde 2004 hasta 2009. Existen dos generaciones del modelo, que se diferencian por su configuración y nombre: la primera era un coupé llamado simplemente Tigra, y la segunda es un descapotable con techo rígido retráctil, denominado Tigra Twin Top. Ambas tienen tracción delantera y motor delantero transversal de cuatro cilindros en línea y cuatro válvulas por cilindro.

## Primera generación (1994-2000)
El Tigra de primera generación es un cupé de 2+2 plazas basado en la plataforma y mecánica del Opel Corsa B. Se presentó oficialmente en el Salón del Automóvil de Fráncfort de 1993 y se puso a la venta a finales de 1994. Su producción arrancó en Figueruelas, Zaragoza, en paralelo al opel corsa B. Previamente, el 24 de Septiembre hubo una presentación del opel tigra en Sevilla, en la antigua estación de tren Plaza de Armas, al evento acudieron diversas personalidades a quien opel obsequió con una miniatura del opel tigra realizada en bronce, se hicieron solo 350 unidades para conmemorar el evento. Existían pocos modelos similares de marcas generalistas, salvo el caso del Ford Puma, que también era un cupé basado en un turismo del segmento B.

### motorizaciones
Los dos motores disponibles eran de gasolina de la familia Ecotec: un 1.4 litros de 90 CV y un 1.6 litros de 106 CV, ambos atmosféricos con inyección electrónica de combustible y doble árbol de levas en cabeza. Estos motores iban asociados a una transmisión manual de cinco velocidades o una automática de cuatro.

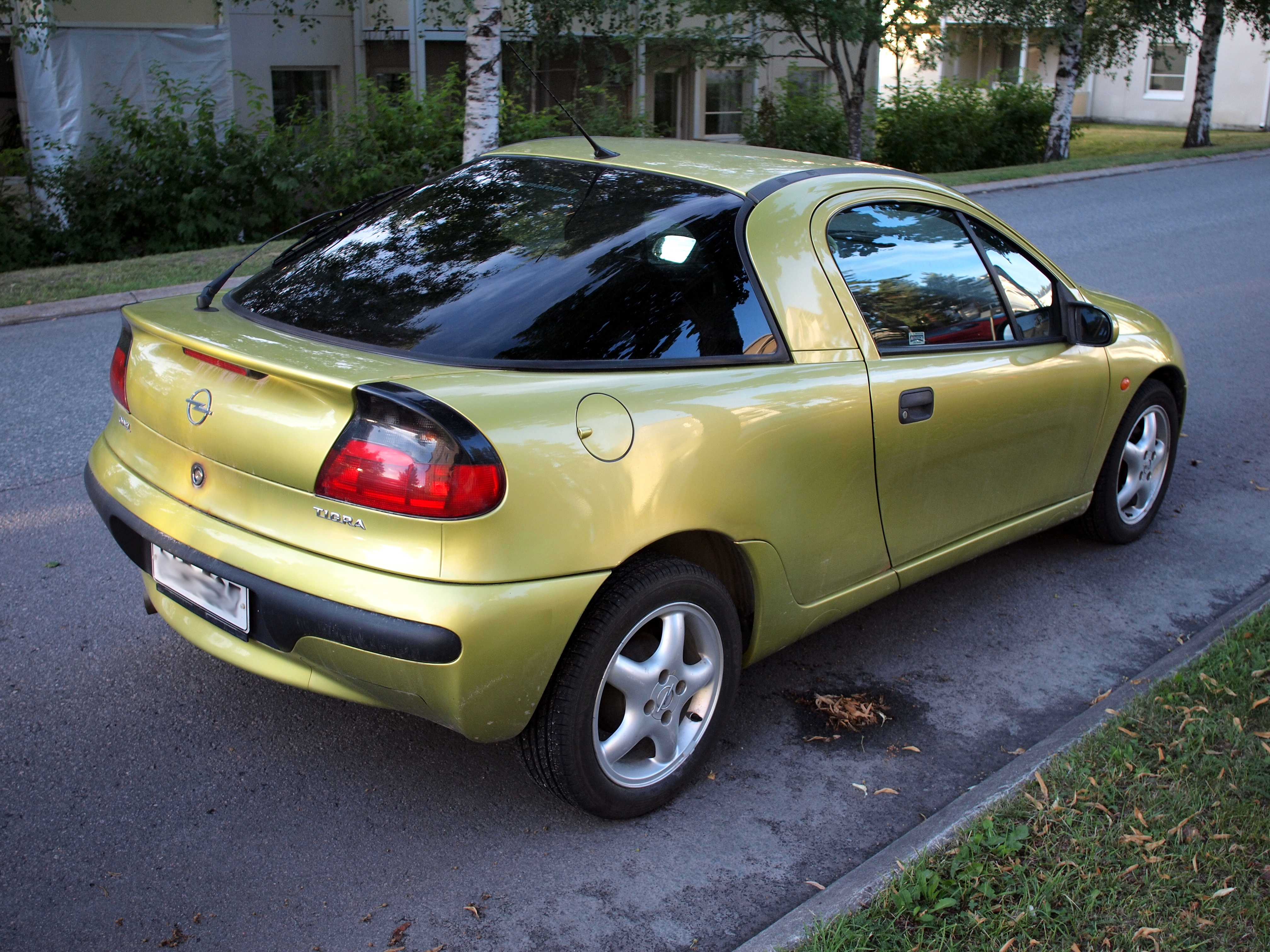
Opel Tigra
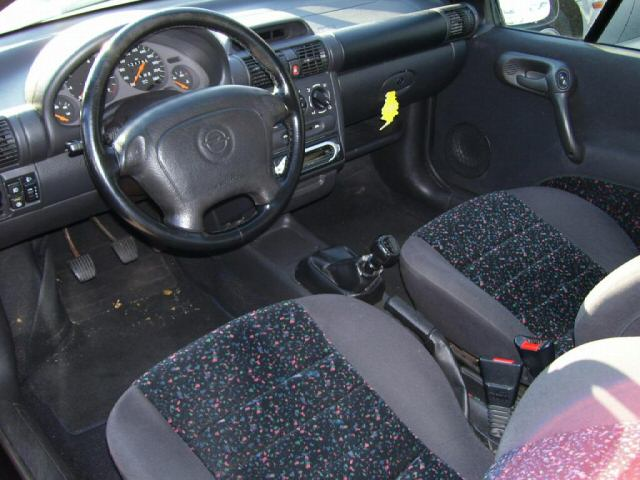
Opel Tigra salpicadero

## Segunda generación (2004-2009)
La segunda generación del Tigra, denominada  "Tigra Twin Top", se creó luego del éxito de la carrocería descapotable con techo metálico retráctil de otros vehículos, como el Peugeot 206 CC. Este dos plazas utiliza la plataforma del Corsa C y fue ensamblado en Francia a cargo del carrocero Heuliez. Otros rivales del Tigra son el Mini Cabrio, el Nissan Micra C+C y el Peugeot 206 CC.
El techo descapotable del Tigra Twin Top se pliega o despliega accionando un botón, la tapa del maletero se abre hacia atrás e inmediatamente el techo se oculta verticalmente, bastando para ello 18 segundos. Por razones de seguridad, se puede interrumpir el proceso en cualquier momento dejando de pulsar el botón.
Los motores gasolina son un 1.4 litros de 90 CV y un 1.8 litros de 125 CV, ambos atmosféricos y con inyección indirecta. El único diésel es un 1.3 litros de 69 CV, desarrollado en conjunto por Opel y el Grupo Fiat, que posee inyección directa con alimentación por common-rail (rampa común), intercooler y turbocompresor de geometría fija. 
La transmisión para la segunda generación se compone de dos tipos: una manual de 5 velocidades y una robotizada Easytronic de 5 velocidades con mando secuencial (solo para el 1.4).
En 2007 se presentó una solución de techo alternativo recubierto por una lona color Burdeos, la cual muestra la apariencia de una clásica capota de un cabrio. Una imagen que se une a las ventajas del techo duro (como en caso de volcamiento).
En ese mismo año en España cesó su producción ya que sus matriculaciones desde su lanzamiento no habían llegado a las 2.000 unidades. En su mejor año en España se vendieron 1.596 unidades (2005) y en 2007 solo 133.